# Západočeský krajský přebor 1976/1977
V soubojích Západočeského krajského přeboru 1976/77 (jedna ze skupin 5. nejvyšší fotbalové soutěže) se utkalo 14 týmů dvoukolovým systémem podzim – jaro. Tento ročník skončil v červnu 1977. 

## Výsledná tabulka
Zdroj:
| Poř. | Tým                        | Z  | V  | R  | P  | VG | OG | B  |
| ---- | -------------------------- | -- | -- | -- | -- | -- | -- | -- |
| 1.   | VTJ Karlovy Vary           | 26 | 19 | 3  | 4  | 57 | 21 | 41 |
| 2.   | TJ UD Tachov               | 26 | 13 | 6  | 7  | 43 | 36 | 32 |
| 3.   | TJ Slovan Plzeň            | 26 | 14 | 3  | 9  | 45 | 36 | 31 |
| 4.   | TJ Baník Tlučná            | 26 | 14 | 3  | 9  | 39 | 33 | 31 |
| 5.   | TJ Sokol Staňkov (S)       | 26 | 12 | 6  | 8  | 70 | 39 | 30 |
| 6.   | TJ Sokol Postřekov         | 26 | 12 | 5  | 9  | 34 | 30 | 29 |
| 7.   | TJ Sokol Blovice           | 26 | 11 | 6  | 19 | 31 | 45 | 28 |
| 8.   | SK Mariánské Lázně         | 26 | 8  | 11 | 7  | 44 | 41 | 27 |
| 9.   | TJ Slavia Karlovy Vary „B“ | 26 | 11 | 3  | 12 | 35 | 41 | 25 |
| 10.  | VTJ Tachov „B“ (N)         | 26 | 10 | 3  | 13 | 41 | 50 | 23 |
| 11.  | TJ Klatovy (N)             | 26 | 7  | 8  | 11 | 30 | 34 | 22 |
| 12.  | TJ Lokomotiva Cheb         | 26 | 7  | 6  | 13 | 31 | 42 | 20 |
| 13.  | TJ Sokol Radnice (N)       | 26 | 7  | 2  | 17 | 28 | 56 | 16 |
| 14.  | TJ Sušice                  | 26 | 3  | 2  | 21 | 20 | 54 | 8  |

Poznámky:
- Z = Odehrané zápasy; V = Vítězství; R = Remízy; P = Prohry; VG = Vstřelené góly; OG = Obdržené góly; B = Body; (S) = Mužstvo sestoupivší z vyšší soutěže; (N) = Mužstvo postoupivší z nižší soutěže (nováček)

|  | Postup do Divize A 1977/78             |
|  | Sestup do příslušné I. A třídy 1977/78 |